# Бахман, Эдвин
Эдвин Бахман (нем. Edwin Bachmann, венг. Bachmann Ödön; 1890, Будапешт — 1986, Нью-Йорк) — американский скрипач венгерского происхождения. Сын известного синагогального кантора Якоба Бахмана.
Окончил Будапештскую академию музыки, ученик Хенрика Гобби.
В 1911 году эмигрировал в США. Некоторое время был концертмейстером Оркестра Русского симфонического общества под управлением Модеста Альтшулера, затем играл в Нью-Йоркском симфоническом оркестре. Занимал пульт второй скрипки в струнных квартетах Ганса Летца и Миши Эльмана, в составе второго из них участвовал в записях квартетов Йозефа Гайдна, Вольфганга Амадея Моцарта и Людвига ван Бетховена (1925—1927). С 1928 года преподавал в Кёртисовском институте музыки. Наиболее известен как концертмейстер вторых скрипок Симфонического оркестра NBC под руководством Артуро Тосканини на всём протяжении существования коллектива (1937—1954).
Библиотека Бахмана, включающая ряд редких партитур и рукописей, была в 1958 году приобретена Техасским университетом в Остине.